# Giacomo Acqua
Giacomo Acqua (Serra San Quirico, 15 novembre 1834 – Genazzano, 22 febbraio 1874) è stato un militare italiano, eroico tenente dei Carabinieri pontifici e dei Carabinieri Reali.

## Biografia
Figlio di seconde nozze, insieme ai fratelli Gustavo e Fausto, di Francesco Acqua, medico condotto di Serra San Quirico ma originario di Jesi, con Marietta Bastari di Matelica.
Seguendo le orme del padre, studiò medicina presso le università di Camerino, Macerata e Bologna, dove fu insignito della laurea e conseguì l'abilitazione all'esercizio della professione medica.
Nel 1859, nel pieno delle lotte per la liberazione e l'unificazione italica, si arruolò come semplice soldato, ma ben presto divenne sottotenente. Nell'Arma entrò nel 1863 con il grado di luogotenente, prestando servizio a Pinerolo, Cosenza, Faenza e Senigallia. Prima di transitare nell'Arma dei Carabinieri Reali, aveva già ricevuto l'onorificenza di Cavaliere dell'Ordine militare di Savoia, per aver soccorso, a capo di uno sparuto gruppo di commilitoni, un ufficiale e 22 lancieri accerchiati in un cascinale presso Campobasso, dato alle fiamme da circa 200 banditi il 16 dicembre 1861, liberandoli da sicura morte. In seguito a questo eroico episodio, si guadagnò presso i compagni d'arme il soprannome di Leone e ricevette la cittadinanza onoraria dal Municipio di Campobasso.
Chiamato a far parte dello Stato Maggiore del Generale Enrico Cosenz, fu il primo ufficiale dei Carabinieri Reali in assoluto che entrò in Roma dopo la Breccia di Porta Pia e fu uno degli artefici dell'organizzazione dei Carabinieri Reali nella città.
Nel 1874, mentre si muoveva da Tivoli, dove era di stanza, a Roma, fu coinvolto in un conflitto a fuoco con due briganti nel corso di un assalto al treno su cui viaggiava, lungo la via ferrata per Valmontone, a quattro chilometri da Genazzano; molteplici ferite da arma da fuoco dilaniarono il suo corpo. Seppur ferito, si scagliò contro i banditi, ma senza ottenere risultati, morendo pochi istanti dopo. Per il valoroso atto gli fu concessa la medaglia d'argento al Valor Militare.
All'eroico ufficiale è intitolata dal 1928 la caserma sede dei Carabinieri Reali, oggi Comando Regione Carabinieri Lazio, sita in Roma, a Piazza del Popolo.